# Аризонский университет
Аризонский университет (англ. The University of Arizona; сокращённые наименования: Arizona, U of A, UArizona или UA) — американское общественное научно-исследовательское высшее учебное заведение штата Аризона с собственным земельным участком в Тусоне, основанное в 1885 году (за 27 лет до преобразования Территории Аризона в отдельный штат). Это был первый университет на территории Аризоны.

## История
После принятия Закона Моррилла 1862 года о земельных грантах, у жителей штата усилилось стремление к созданию университета в Аризоне. Законодательный орган Аризонской Территории на своём 13-м территориальном законодательном собрании утвердил создание университета и выбрал город Тусон для получения ассигнований на его строительство. Но поскольку сторон, желающих предоставить землю для нового учебного учреждения, не было, жители Тусона готовились вернуть деньги Законодательному собранию. Однако владелец салуна и два его игрока в азартные игры решили пожертвовать землю для строительства. Сооружение Олд Мейна — первого здания на территории кампуса, началось 27 октября 1887 года. В 1891 году в нём открылись первые классы. Это здание сохранилось по настоящее время, а университет с первоначальным его именем продолжает свою деятельность уже более 135 лет.

## Деятельность
В состав университета входит единственное в штате Аризона медицинское учебное заведение с правом предоставления степени доктора медицины. По состоянию на осень 2008 года общее число студентов составляло 38 057 человек. В 2017 году количество студенческих клубов и организаций на территории университета превышает 600. Университет Аризоны занял первое место в рейтинге Forbes.
В университете доступны для изучения 1068 программ очного обучения и 87 программ дистанционного обучения. Наиболее популярными в Аризонском университете являются такие направления подготовки (ниже указан процент учащихся относительно общего количества студентов университета в 2014—2015 учебном году): 15 % — бизнес, менеджмент, маркетинг и сопутствующие специальности; 10 % — биология и биомедицина; 9 % — социология; 8 % — психология; 7 % — мульти/междисциплинарные направления.
Особенно велики достижения Аризонского университета в сфере астрономии и астрофизики. В частности, команда исследователей из Обсерватории Стюарда под руководством Роджера Эйнджела работает над сооружением наиболее мощного в мире телескопа, известного как Гигантский Магелланов телескоп. Телескоп должен быть закончен в 2025 году и обойдётся в 500 млн долларов США. В состав телескопа будут входить семь 18-тонных зеркал, обеспечивающих чёткие изображения вулканов и «каналов» на Марсе и гор на Луне, при этом изображение будет обновляться в 40 раз быстрее, чем позволяют современные крупнейшие телескопы.
В состав Аризонского университета входят следующие академические подразделения:
| - College of Agriculture and Life Sciences - College of Applied Science and Technology - College of Architecture and Landscape Architecture - College of Education - College of Engineering - College of Fine Arts - Graduate College - Honors College - College of Humanities - James E. Rogers College of Law | - Eller College of Management - College of Medicine - College of Nursing - College of Optical Sciences - Outreach College - College of Pharmacy - Mel and Enid Zuckerman College of Public Health - College of Science - College of Social and Behavioral Sciences - College of Veterinary Medicine |

Первым президентом университета с 1890 по 1894 год был Фрэнк Галли (Frank Arthur Gulley). Двадцать первым по счёту президентом в период с 2012 по 2017 год была Энн Харт (Ann Weaver Hart) — первая женщина-президент Аризонского университета. Её сменил летом 2017 году Роберт Роббинс, который до этого занимал пост президента и генерального директора Техасского медицинского центра (Texas Medical Center) в Хьюстоне.
С 1954 года Аризонский университет присуждает премию имени Джона Питера и Энн Кэтрин Зенгеров журналисту, борющемуся за свободу прессы и право народа на информацию. В 2019 году Аризонский университет впервые вручил Junior Zenger Award — приз для лучшего юного журналиста. Молодёжная премия была учреждена специально для Хильды Лишак — юной журналистки, борющейся за свободу прессы и право людей на информацию. На вручении награды девочке была предоставлена возможность выступить перед преподавателями и студентами университета.
В числе многих выпускников университета известные личности: см. выпускники Аризонского университета.